# Бошана
Бошана (хорв. Bošana) — населений пункт у Хорватії, у Задарській жупанії у складі міста Паг.

## Населення
Населення за даними перепису 2011 року становило 41 осіб.
Динаміка чисельності населення поселення: